# Zdeněk Jeřábek
Zdeněk Jeřábek (20. srpna 1923 – 9. prosince 2004) byl český hokejový útočník.

## Hokejová kariéra
Za československou reprezentaci odehrál v roce 1951 celkem 3 utkání a dal 3 góly. Hrál v letech 1948–1959 za SONP Kladno, nastoupil za Kladno ve 272 utkáních a dal 106 gólů. Byl prvním hokejovým reprezentantem z Kladna.